# Alonzo Garcelon
Alonzo Garcelon, född 6 maj 1813 i Lewiston, Massachusetts (i nuvarande Maine), död 8 december 1906 i Medford, Massachusetts, var en amerikansk politiker och läkare. Han var Maines guvernör 1879–1880.
Garcelon var en framgångsrik läkare i Lewiston som under amerikanska inbördeskriget fick tjänstgöra som surgeon general.
Garcelon bytte parti flera gånger under sin karriär. Först gick han med i Whigpartiet, sedan var han demokrat, därefter bytte han till Free Soil Party och vid tidpunkten av inbördeskriget framträdde han som republikan främst på grund av slaverifrågan. Efter kriget kritiserade han de radikala republikanernas politik under rekonstruktionstiden och blev demokrat på nytt.
Garcelon tjänstgjorde som borgmästare i Lewiston 1871–1872. År 1879 efterträdde han Seldon Connor som Maines guvernör och efterträddes 1880 av Daniel F. Davis.
Vid Bates College grundades år 2005 Garcelon Society som samlar pengar till stipendier för förfördelade studenter. Sällskapet har fått sitt namn efter Alonzo Garcelon som år 1855 lyckades övertyga grundarna om förträffligheten av staden Lewiston i valet av säte för Bates College. År 1847 hade han också varit med om att grunda tidningen Lewiston Journal. Garcelon härstammade från franska hugenotter. Han var den första franskamerikanska guvernören i Maines historia; den andra, republikanen Paul LePage, tillträdde guvernörsämbetet år 2011.